# Новіков Віктор Іванович
Віктор Іванович Новіков (рос. Виктор Иванович Новиков; нар. 19 січня 1912, Москва, Російська імперія — пом. 28 серпня 1971, Москва, РРФСР) — радянський футболіст та тренер, виступав на позиції півзахисника. Заслужений майстер спорту СРСР (1951).

## Клубна кар'єра
Вихованець клубу «Будівельник» (Москва). У 1929 році розпочав футбольну кар'єру в складі клубу залізничників, який тоді мав назву КОР (Москва), а потім «Казанка» (Москва). У 1934 році отримав запрошення від московського «Динамо». У 1937 році повернувся до клубу залізничників, який змінив назву на «Локомотив» (Москва). У 1939 році підсилив складі іншого московського клубу, «Крил Рад». У 1941 році став гравцем клубу «Профспілки-2» (Москва). Після початку Німецько-радянської війни разом з іншими працівниками двигунобудівного заводу був евакуйований до Куйбишева, де захищав кольори новоствореного клубу «Крила Рад» (Куйбишев). У куйбишевському клубі вионував функції капітана команди. Завершив кар'єру футболіста в 1947 році в складі челябінського «Дзержинця».

## Кар'єра тренера
Ще будучи гравцем розпочав тренерську діяльність. У 1945—1946 роках був граючим тренером куйбишевських «Крил Рад». У 1947—1948 роках очолював челябінський «Дзержинець», а в 1949 році — «Авангард» (Свердловськ). З 1950 по 1951 рік працював головним тренером сталінського «Шахтаря». В 1951 році зайняв з донецким «Шахтором» 3-є місце чемпіонату СРСР, за що отримав звання заслуженого майстра спорту.Після турне Шахтаря ( фактично збірної ВЦСПС) до Болгарії і Румунії , як заохочення, +4=2-0. звинувачується у слабкий результат і з Шахтаря звільнений. Потім тренував клуби «Нафтовик» (Баку), «Мосбас» (Сталіногорськ) та «Буревісник» (Кишинів), а в 1959 році знову очолив сталінський «Шахтар». Потім працював у клубі «Білорусь» (Мінськ). Новіков зібрав практично нову команду, яка отримала місце в класі А. До неї для посилення були запрошені досвідчені москвичі Денисенко, Арбутов, Терєхов з «Торпедо», півзахисник «Динамо» Жуков. «Білорусь» відзначилася дуже хорошим стартом - 5 перемог в 5 матчах, серед обіграв виявилися такі гранди, як московський «Спартак», «Шахтар», київське «Динамо». З 1962 по 1963 рік тренував клуби «Спартак» (Нальчик) та «Трактор» (Волгоград). 8 серпня 1963 року був призначений головним тренером харківського «Авангарду», яким керував до кінця 1964 року. З 1965 по 1967 рік очолював «Алгу» (Фрунзе). У 1968 році приєднався до тренерського штабу калінінградської «Балтики», в якій спочатку працював старшим тренером, а потім перейшов на посаду технічного директора.
28 серпня 1971 помер у Москві у віці 59 років.

## Досягнення

### Як гравця
«Крила Рад» (Москва)
- Перша ліга СРСР (група Б)
  -  Чемпіон (1): 1939

«Крила Рад» (Куйбишев)
- Перша ліга СРСР (група II)
  -  Чемпіон (1): 1945

### Як тренера
«Крила Рад» (Куйбишев)
- Перша ліга СРСР (група II)
  -  Чемпіон (1): 1945

«Шахтар» (Сталіно)
- Вища ліга СРСР
  -  Бронзовий призер (1): 1951

### Відзнаки
- Заслужений майстер спорту СРСР: 1951